# Stanisław Berent
Stanisław Berent (ur. 1888, zm. 25 lipca 1933 w Pruszkowie) – polski działacz robotniczy, wiceburmistrz Pruszkowa (1927–1933).
Będąc młodym człowiekiem, zaangażował się w działalność SDKPiL, pracował w pruszkowskiej Fabryce Ołówków „Majewski St.i S-ka”. W 1906 Zaangażował się w działalność Towarzystwa Kooperatystów, w tym samym roku był współorganizatorem strajku robotniczego, za co został w 1908 zesłany na Syberię. Karę czterech lat zsyłki odbywał w Tomsku. Do Pruszkowa powrócił w 1911. Nie istnieją dane dokumentujące losy Stanisława Berenta pomiędzy 1911 a 1918 (podawane jest, że był felczerem). Po wyzwoleniu Polski pracował na stanowisku pomocnika zawiadowcy stacji w Pruszkowie. W 1926 zorganizował w Pruszkowie komórkę PPS-Lewicy, pełnił w niej funkcję sekretarza komitetu miejskiego. Rok później podczas wyborów samorządowych został wybrany do Rady Miasta Pruszkowa i otrzymał stanowisko wiceburmistrza. W swoim programie wyborczym obiecywał umorzenie zadłużenia robotnikom, postulat ten nie został przez radnych przegłosowany i centrala PPS-Lewicy nakazała Berentowi zrezygnować z zajmowanego stanowiska. Stanisław Berent nie podał się do dymisji, co spowodowało konflikt z władzami centralnymi partii. W 1928 zainicjował powstanie grupy, która wypowiedziała posłuszeństwo władzom centralnym PPS-Lewicy. Początkowo zawieszono go w członkostwie, a następnie wykluczono z partii. Równolegle zmienił wykonywany zawód na technika dentystycznego. Po wykluczeniu z PPS-Lewicy zaangażował się w działalność Niezależnej Socjalistycznej Partii Pracy. 25 lipca 1933 został zamordowany w pobliżu swojego domu. Nieznani sprawcy pobili go drewnianymi pałkami, powodując śmierć. Następnie do zwłok oddano strzał z bliska. Sprawców nigdy nie wykryto, ale śmierć tę wiązano z porachunkami wewnątrzpartyjnymi. Ówczesna prasa domniemywała, że Stanisław Berent zdradzał tajemnice dotyczące funkcjonowania PPS-Lewicy.